# Eurymedon
Eurymedon (Grieks: Εὐρυμέδων; ca. 470 v.Chr. - Syracuse, 413 v.Chr.) was een strategos (generaal) van Athene tijdens de Peloponnesische Oorlog, die sneuvelde in een zeeslag tijdens de Siciliaanse Expeditie.

## Loopbaan
In 428 v.Chr. zonden de Atheners hem uit om de Spartaanse vloot te onderscheppen die Korfoe bedreigde. Toen Eurymedon aankwam, had Nicostratus het eiland al beveiligd voor Athene met een klein eskader uit Nafpaktos. Eurymedon nam het bevel over de hele vloot, maar het kwam niet tot een gevecht.
De volgende zomer voerde hij het opperbevel over het landleger en verwoestte hij het district Tanagra na de Slag bij Tanagra (426 v.Chr.).
In 425 v.Chr. voerde hij samen met Sophocles, zoon van Sostratides, het bevel over een expeditie naar Sicilië. 
De meevarende generaal Demosthenes leidde de expeditie af naar Messenië, waar hij de rots van Pylos innam. De vloot van 50 triremen onder leiding van Eurymedon en Sophocles won daarna de Slag bij Pylos tegen een Spartaanse vloot van 43 triremen.
Aansluitend blokkeerde de Atheense vloot een geïsoleerd Spartaans garnizoen op het eiland Sphacteria. De Spartanen sloten een wapenstilstand af, maar hoewel beloofd gaven de Atheners hen hun schepen niet terug. 
Na de slag bij Sphacteria door Cleon en Demosthenes stopte de vloot bij het eiland Korfoe om de democraten te steunen tegen de minderheid van oligarchen in ballingschap. Hoewel hij anders gezegd had, deed Eurymedon niets om de massamoord op de oligarchen te voorkomen en vertrok naar Sicilië.
Toen hij in Syracuse aankwam, stelde generaal Hermocrates een vredesverdrag voor, waarmee Eurymedon en Sophocles akkoord gingen. De Atheners verwierpen de bepalingen van het akkoord en stelden dat het tot stand gekomen was door omkoping. Sophocles en Pythodoros  werden verbannen en Eurymedon moest een zware boete betalen en kreeg tien jaar lang geen commando meer.

## Siciliaanse expeditie
In de winter van 414-413 v.Chr. werd Eurymedon samen met Demosthenes naar Syracuse gestuurd ter versterking van Nicias en zijn beleg van Syracuse. Eurymedon voer voorop met geld om soldaten te betalen en keerde dan terug naar Korfoe, waar hij zijn schepen samenvoegde met die van Demosthenes en bijkomende zeelui aanmonsterde en soldaten ronselde.
Ze kwamen in de zomer van 413 v.Chr. bij Syracuse aan. Eurymedon, Demosthenes en Menandros bestormden 's nachts de hoogte Epipolai. Bij dreigende nederlaag trad Eurymedon Demosthenes bij, die een terugtocht voorstelde. Nicias weigerde, omdat hij vreesde in Athene voor de krijgsraad te moeten verschijnen.
Bij de volgende zeeslag in de haven van Syracuse voerde Eurymedon het bevel over de rechtervleugel van de Atheners. Toen hij zijn schepen te ver uit elkaar liet varen voor een omsingeling, sneden de schepen van de admiraal Agatharchos van Syracuse hem de pas af, zodat hij aan land liep en daar gedood werd.

## Verder lezen
- H. Swoboda, art. Eurymedon (13), in RE VI.1 (1907), coll. 1335-1338.